# Monte di Procida
Monte di Procida este o comună din provincia Napoli, regiunea Campania, Italia, cu o populație de 11.845 locuitori (1 ianuarie 2023) și o suprafață de 3,7 km².

## Demografie
Monte di Procida - evoluția demografică

|  | Graficele sunt indisponibile din cauza unor probleme tehnice. Mai multe informații se găsesc la Phabricator și la wiki-ul MediaWiki. |

Date: Recensăminte sau birourile de statistică - grafică realizată de Wikipedia